# Richard Weber (Politiker)
Richard Friedrich Wilhelm Weber (* 29. April 1882 in Kassel; † 27. Januar 1928 ebenda) war ein deutscher Verleger und Abgeordneter des Provinziallandtages der preußischen Provinz Hessen-Nassau.

## Leben
Richard Weber wurde als Sohn des Kasseler Zeitungsverlegers Johannes Wilhelm Weber und dessen Ehefrau Marie Kuhn geboren. Nach dem Besuch des Wilhelmsgymnasiums in Kassel erlernte er im väterlichen Betrieb den Beruf des Buchdruckers. Er wurde Schriftleiter bei der „Eisenacher Tagespost“ sowie bei Zeitungen in Plauen und Thorn. Nach Kassel zurückgekehrt, erhielt er 1904 den Posten des Lokalredakteurs der „Kasseler Allgemeinen Zeitung“. Später wurde er Herausgeber und Redakteur der „Kasseler Post“.
In den Jahren 1926 und 1927 erhielt er einen Sitz im Kurhessischen Kommunallandtag des Regierungsbezirks Kassel, aus dessen Mitte er ein Mandat für den Provinziallandtag der Provinz Hessen-Nassau erhielt. Hier war er in verschiedenen Ausschüssen tätig und der Nachfolger des Abgeordneten Hans-Adalbert von Stockhausen.
Weber war Vorsitzender der Bezirksvereinigung der kurhessischen Zeitungsverleger, Vorsitzender des Vereins deutscher Zeitungsverleger im Kreis Mitteldeutschland. Er war Hauptvorstand des Vereins deutscher Zeitungsverleger in Berlin.

## Auszeichnungen
- Ehrensenator der Philipps-Universität Marburg